# La Fura dels Baus

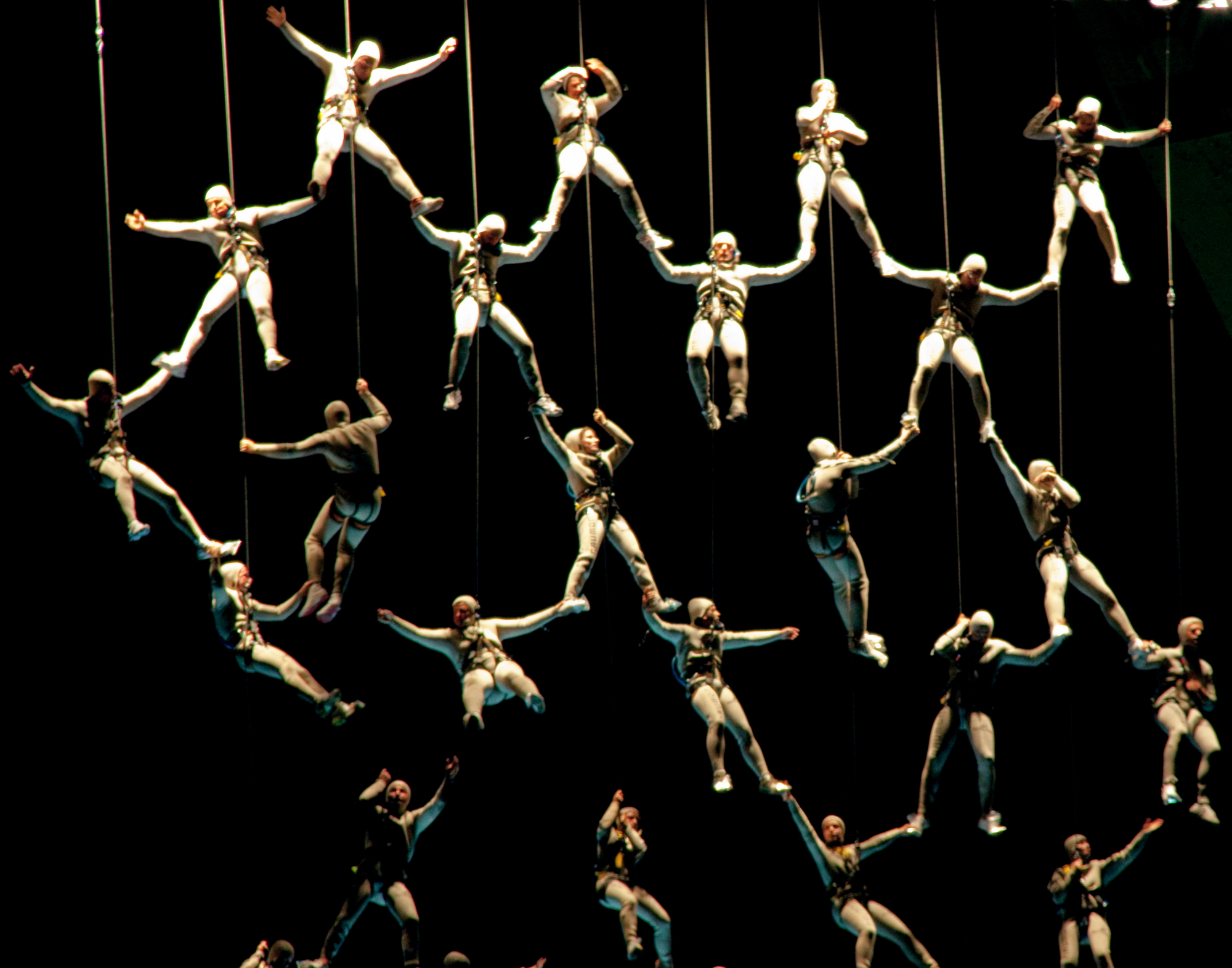
La Fura dels Baus – Dreams in Flight

A La Fura dels Baus (katalán kiejtés: [lə ˈfuɾə ðəlz ˈβaws]) egy katalán színházi társulat, mely 1979-ben alakult Moià-ban (Barcelona, Spanyolország). A színházukról, a szokatlan díszleteikről ismertek, valamint arról, hogy összemossák a határokat a közönség és a színész között. "La Fura dels Baus" katalánul azt jelenti, hogy “Az Els Baus-i vadászmenyét”. A londoni előadásukról egy 1985-ben írt kritika szerint, amit az NME publikált, a társulat egyfajta felnőtt kalandparkot alkot, amely tele van szórakozással, veszéllyel, komikummal és fantáziával.

## Történet
La Fura dels Baus 1979-ben alakult. Az 1990-es évek eleje óta kreatív törekvéseiket változatossá tette, hogy otthonosan mozogtak az írott dráma, a digitális színház és utcaszínház területén, előadtak kortárs színházat és operát, és létrehoztak jelentős közösségi eseményeket. La Fura alkotta meg az 1992-ben, Barcelonában sorra kerülő nyári olimpia nyitóünnepségét, mely közvetítve volt, és több mint 500 millió ember nézte meg. Ez után az első nagyobb show után olyan vállalatok, mint a  Pepsi, Mercedes Benz, Peugeot, Volkswagen, Swatch, Airtel, Microsoft, Absolut Vodka, Columbia Pictures, Warner Bros, the Port of Barcelona, Telecom Italia és a Sun Microsystems felkérték a csapatot, hogy készítsenek nekik nagyszabású promóciós bemutatókat.
2000-től 2010-ig La Fura dels Baus utcaszínházat adott elő, kifejlesztettek egy olyan színházi koncepciót, amely egyesíti a színpadi eszközök széles skáláját, a sokoldalú előadás klasszikus elképzelésére alapozva. La Fura dels Baus előadásaival bátorítja a közönséget, hogy aktív részei legyenek azoknak a tereknek, amely hagyományosan a nézőknek van kijelölve, és a hely építészeti jellemzőire adaptálják a színpadi munkát . A technikák ilyenfajta vegyítése és formálása “Furan” nyelv néven vált ismertté (llenguatge furer), ez egy olyan megnevezés, amelyet más színházi társulatok is használnak a munkájuk leírásához.
Az egyedi koncepciójú műsorok, melyeket La Fura dels Baus tervezett láthatóak olyan széles skálájú előadásokban, mint L’home del mil.leni (2000), mellyel a millennium évét ünneplik és amely több, mint 20 000 nézőt vonzott Barcelonába. Az Isteni színjáték, melyet Firenzében adtak elő, több, mint 35 000 néző előtt, La Navaja en el Ojo pedig a Velencei Biennálét nyitotta meg, amelyen több mint 20 000-en voltak. A Naumaquia 1 – Tetralogía Anfíbia – El Juego Eterno előadásnak több mint 15 000 nézője volt, helyszíne a Forum de les Cultures, Barcelonában. 

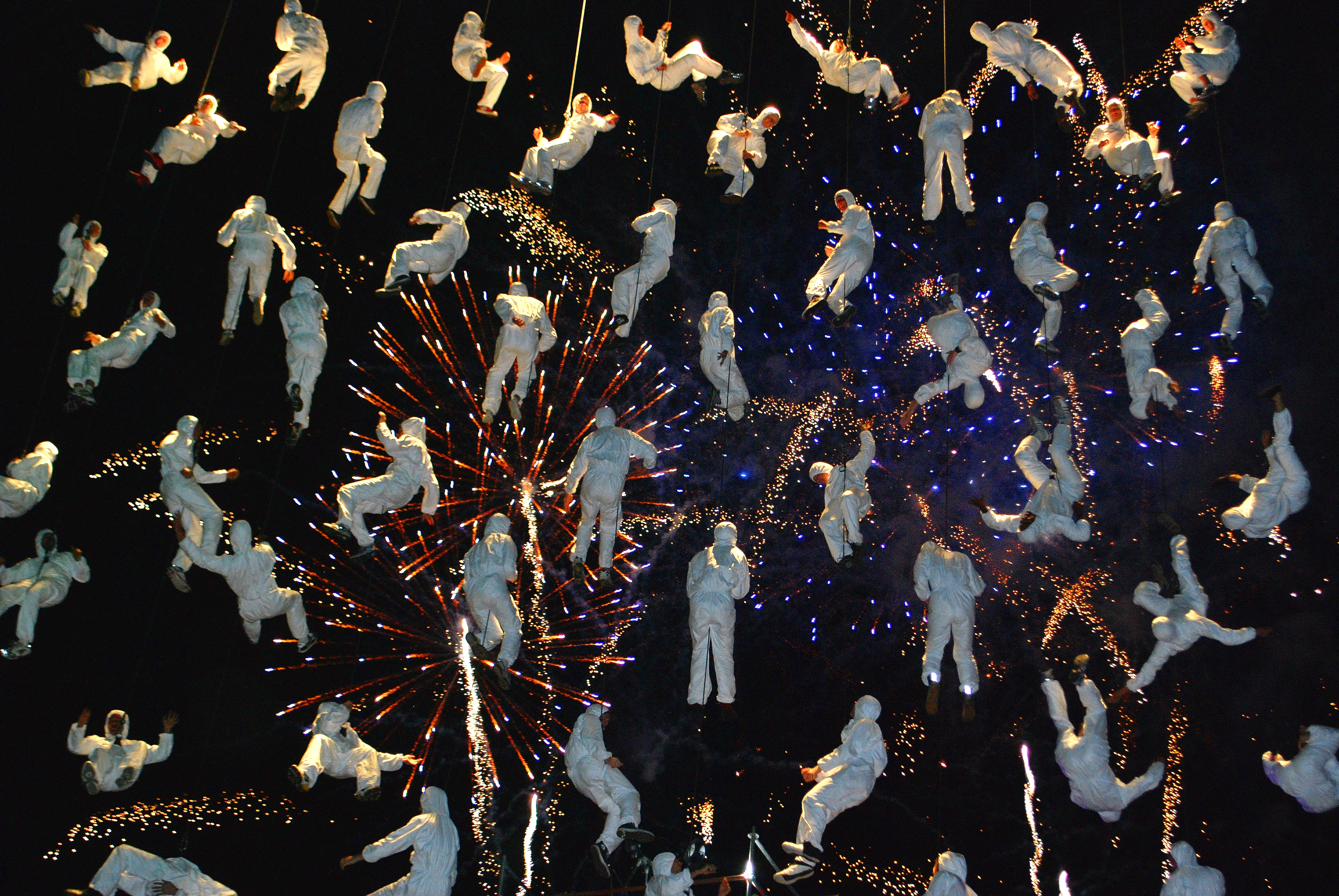
Perth International Arts Festival 2010

Sok kurzus és workshop képezte a színészeket a Furan nyelvre. Az első előadás, mely ezt a nyelvet használta az Accions (1984), ezt követte a Suz/O/Suz(1985), Tier Mon (1988), Noun (1990), MTM (1994), Manes (1996), ØBS(2000), Matria 1 – Tetralogía Anfíbia – La Creación (2004) és az OBIT (2004). A társulat új technológiákat kezdett használni, például a Work in Progress 97 előadásuk egy on-line show, amely különböző városokban szimultán performanszokat rak egymás mellé egy digitális színházi környezetbe ágyazva.
2011-ben vitát váltott ki, hogy a társulat játszott a csecsen diktátor, Ramzan Kadyrov 35. születésnapján.

## Színház
La Fura dels Baus lebilincselő színházi produkciókat alkot, amelyek olyan forrásokon alapszanak, mint a videó és más kép alapú média, hogy olyan interaktív díszleteket tudjanak formálni, amely arra kényszeríti a közönséget, hogy megmozduljanak az előadás megélése közben. Az alkotó csapat 8 tagból áll, 1979-ben először az utcán dolgoztak, létrehozva a gerilla színházat Barcelonában. A technikát, amit az utcaszínházból tanultak, három évvel később felhasználták, amikor az első előadásukat készítették. Az utcán való munka, a tapasztalatok, amiket akkor szereztek, megtanította őket arra, hogy minél multidiszciplinárisabbak a performanszainkban, annál több pénzt kapnak a közönségüktől. A performansz művészetet tanulmányozó Antonio Sánchez kifejtette a csapat munkáját Antonin Artaud művészeti öröksége tükrében, vitázva arról, hogy ezek az LFdB színházi produkciók [ . . . ] az avantgárd színház esztétikus kivitelezésének jelei, amiről Antonin Artaud álmodott egy fél évszázaddal ezelőtt.

### Korai munkák

#### Accions(1984)
Az alkotócsapat első hivatalos színházi debütálása az Accions (1984) volt, mellyel felhívták magukra a figyelmet Európa színpadain. Az alapító tag, Carlus Padrissa úgy identifikálja az előadást, mint ‘a pillanat, amikor La Fura felfedezte kik vagyunk mi művészeti értelemben.’

#### Suz/o/Suz(1985)
Madridban mutatták be 1985-ben, a Suz/o/Suz nemzetközi elismerést hozott La Fura dels Baus csapatának életébe. Megkapták a Ciutat de Barcelona díjat, amely egy tekintélyes, rangos kulturális díj, és az előadás bemutatása óta nemzetközi turnékra is megy a társulat.

### Kortárs produkciók
La Fura dels Baus dolgozott olyan szokatlan és rizikós területein az írott drámának és az olasz stílusú színháznak, mint például a F@ust 3.0, egy előadás, amely Goethe klasszikus munkáit tanulmányozza, az Ombra, egy reinterpretáció Federico García Lorca szövegeiből, és XXX, amely egy verziója a Sade Márki által írt Filozófia a budoárban című művének. A csapat nemzetközi turnéja, 3 év után, 2000 októberében ért véget.
2001 Euripides tragedy The Trojan Women, co-directed by Irene Papas,music by Vangelis and design by Santiago Calatrava in Sagunt in September
2004 OBIT, a performance about life and death. (October)
2005 Metamorphosis première in Japan (September)
2006 the Design Fair in Milan
2007 Imperium, to mark the celebrations of the Spanish Year in China (1 May)
2008 Boris Godunov (March)
Ezeknek az előadásoknak megvan az a jellemvonásuk, amellyel már a kezdetektől jellemezhetjük La Fura dels Baus munkáit: nem szokványos helyszínek, zenék, mozgások, a természetes és indusztriális alapanyagok használata, új technológiák bevonása és a közönséggel való interakciók az előadások alatt. Ez azt eredményezte, hogy olyan közönséget is bevonzottak a színházba, akik nem színházba járó emberek.

## Film
A Fausto 5.0, melynek társrendezője Isidro Ortiz, elnyerte a Golden Méliès díjat 2002-ben a legjobb európai fantasztikus film kategóriában. La Fura már korábban is be volt vonva a film világába, például Goya in Bordeaux (1999) című filmben, melyet Carlos Saura rendezett.

## Zene és lemezek
La Fura dels Baus megalakította a saját lemezkiadóját, egy 14 felvételt tartalmazó katalógussal, de zenéiket máshol is publikáltatták, olyan cégeknél, mint a Dro, Virgin és Subterfuge.
A zene a társulat összes munkájában jelen van, amely néha az előadások keretét szolgálja. Minden egyes új színpadi produkció La Fura dels Baus társulatnál párhuzamosan magával von egy zenei projektet is, amely ahhoz vezet, hogy létrehoznak egy zenei felvételt is.

### 2019-ig
- 2019	Turandot (Tokió, Szapporo)
- 2019	Norma (The Greek National Opera in Athens) 5 June
- 2019	Karl V (Bayerische Staatsoper in Munich) 10 February
- 2018 Sfera Mundi – Voyage around the world at the 66th Ljubljana Festival 29 June
- 2018 Pelléas et Mélisande (Semperoper in Dresden) 2 May
- 2018 Die Soldaten by Bernd Alois Zimmermann (Cologne Opera) 29 April
- 2018 Histoire du soldat by Igor Stravinsky (Opéra de Lyon) 25 April
- 2017 Le Siège de Corinthe (Rossini Opera Festival) 10 August
- 2017 Jeanne d'Arc au bûcher by Arthur Honegger (Opern- und Schauspielhaus Frankfurt) 11 June
- 2017 Alceste by Gluck (Opéra de Lyon) 2 May
- 2017 Oratorio The Creation (Haydn) in Aix-en-Provence 14 March
- 2016	Norma (the Royal Opera House in London) 13 Sept
- 2016	Enescu's Oedipe (the Théâtre de la Monnaie in Brussels)
- 2015	Il Trovatore (the Dutch National Opera in Amsterdam)
- 2015	Benvenuto Cellini by Berlioz (Cologne Opera)
- 2014	Elektra by Strauss, open-air performance, (NorrlandsOperan) in Umeå
- 2014 Der Fliegende Holländer (Opéra de Lyon)
- 2014	Madama Butterfly (the Sydney Opera House)
- 2013	Aida	(Arena di Verona Festival)
- 2013	Orfeo ed Euridice	(Palacio de Carlos V in Granada)
- 2013	Parsifal	(Cologne Opera)
- 2012 Xenakis's Oresteia (Suntory Hall in Tokyo)
- 2012 Babylon by Jörg Widmann (Bayerische Staatsoper in Munich)
- 2011	Turandot (Bayerische Staatsoper in Munich)
- 2011	Quartet based on text of Heiner Müller by Luca Francesconi (La Scala) in Milano the premiere
- 2011 Xenakis's Oresteia, outdoor performance (Wiener Taschenoper in Vienna)
- 2011 Stockhausen's Sonntag aus Licht (the premiere, Staatenhaus (States' House) of the Kölner Messe in Cologne)

### 2010-ig
- 2010 Tannhäuser (La Scala in Milano)
- 2010 Tristan and Isolde (Opéra de Lyon)
- 2010	Rise and Fall of the City of Mahagonny (the Teatro Real in Madrid)
- 2009	Berlioz's Les Troyens (the Mariinski Theatre in Saint Petersburg)
- 2009	Götterdammerung (Maggio Musicale Fiorentino in Florence) 29/04/2009
- 2009	Ligeti's Grand Macabre (the Théâtre de la Monnaie in Brussels)
- 2008 Michael's Journey Around the Earth – the 2nd act of Stockhausen's Donnerstag aus Licht (Wiener Festwochen) in Vienna
- 2008	Siegfried (Palau de les Arts Reina Sofia in Valencia 10/06/2008
- 2007	Die Walküre (Palau de les Arts Reina Sofia in Valencia 30/04/2007
- 2007	Das Rheingold (Palau de les Arts Reina Sofia in Valencia 28/04/2007
- 2007	Bartók's Bluebeard's Castle and Janáček's song cycle The Diary of One Who Disappeared (the Opéra de la Bastille in Paris & the Teatro Real in Madrid)
- 2007	José Luis Turina's La hija del cielo (the premiere, the Canary Islands)
- 2003	Die Zauberflöte (Ruhrtriennale in Bochum)
- 2002	Giorgio Battistelli's On the marble cliffs by Ernst Jünger (the premiere, Mannheim)
- 2002	Symphonie fantastique Berlioz (Palermo)
- 2000	José Luis Turina's D.Q.,Don Quijote in Barcelona, (The Gran Teatre del Liceu, Barcelona)

### 1999-ig
- 1999	Berlioz's La damnation de Faust	(Salzburg festival)
- 1997	Debussy's Le Martyre de saint Sébastien
- 1996	de Falla's Atlàntida	(Granada)

## ANaumon

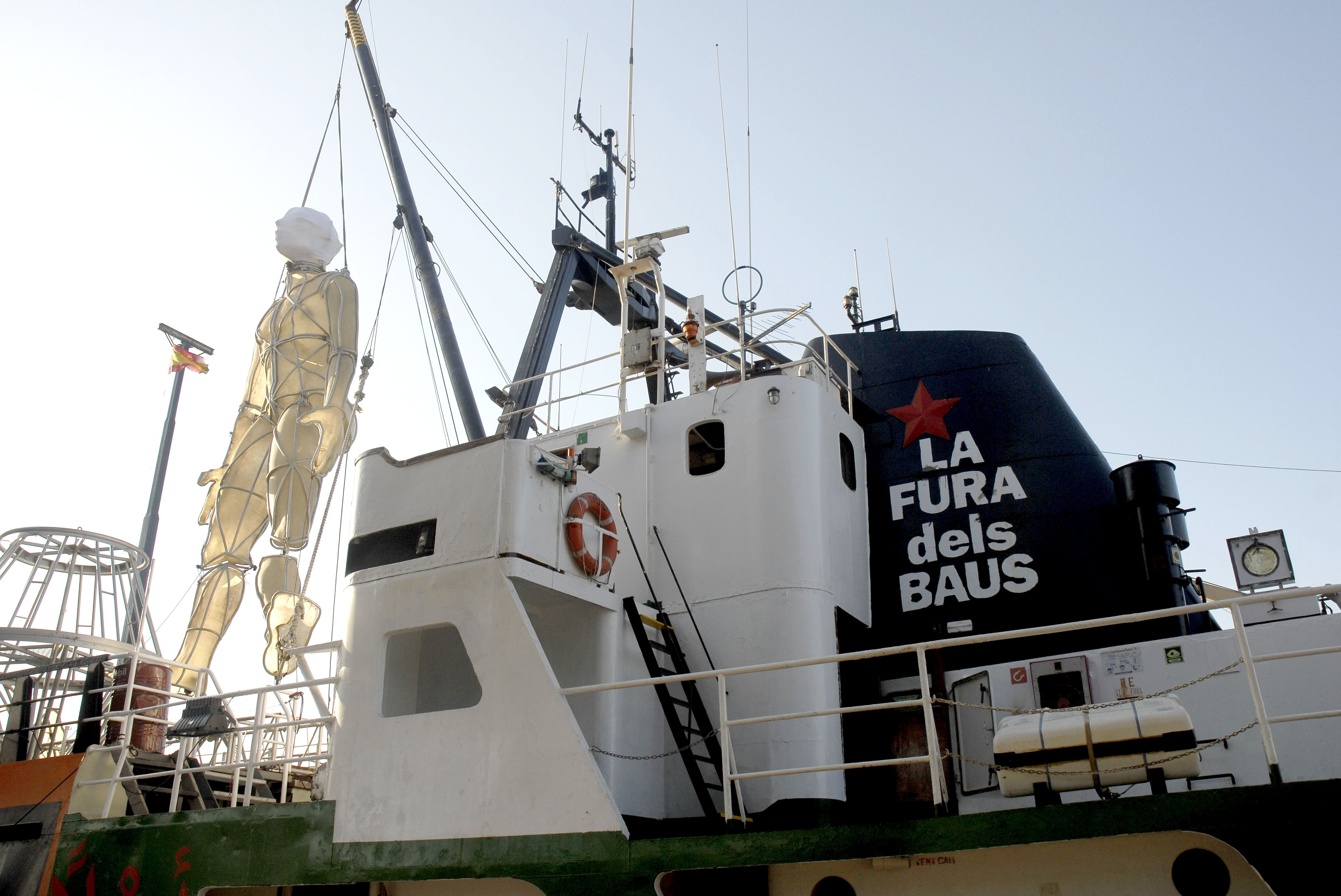
The Naumon

A Naumon egy lebegő kulturális művészeti központ, amelynek különböző helyszínei: Barcelona, Szardínia, Portugália, Bejrút, Tajpej, Newcastle (2007), Haifa és Duisburg, amely sok különböző művészeti, nevelő és kulturális programot tartalmaz, mint például Naumaquia, Sub, Terramaquia és Matria. Ez egy 60 méter hosszú norvég hajó, amelyet 1965-ben építettek egy norvég hajógyárban, mely az Északi-sarkkörtől 200 méterre helyezkedik el. La Fura dels Baus társulat megvette a Naumon hajót 2003 júliusában. A társulat 2019-ben megemlékezik Magellán Föld körüli útjának 500 éves évfordulójára.